# طرنكوشة

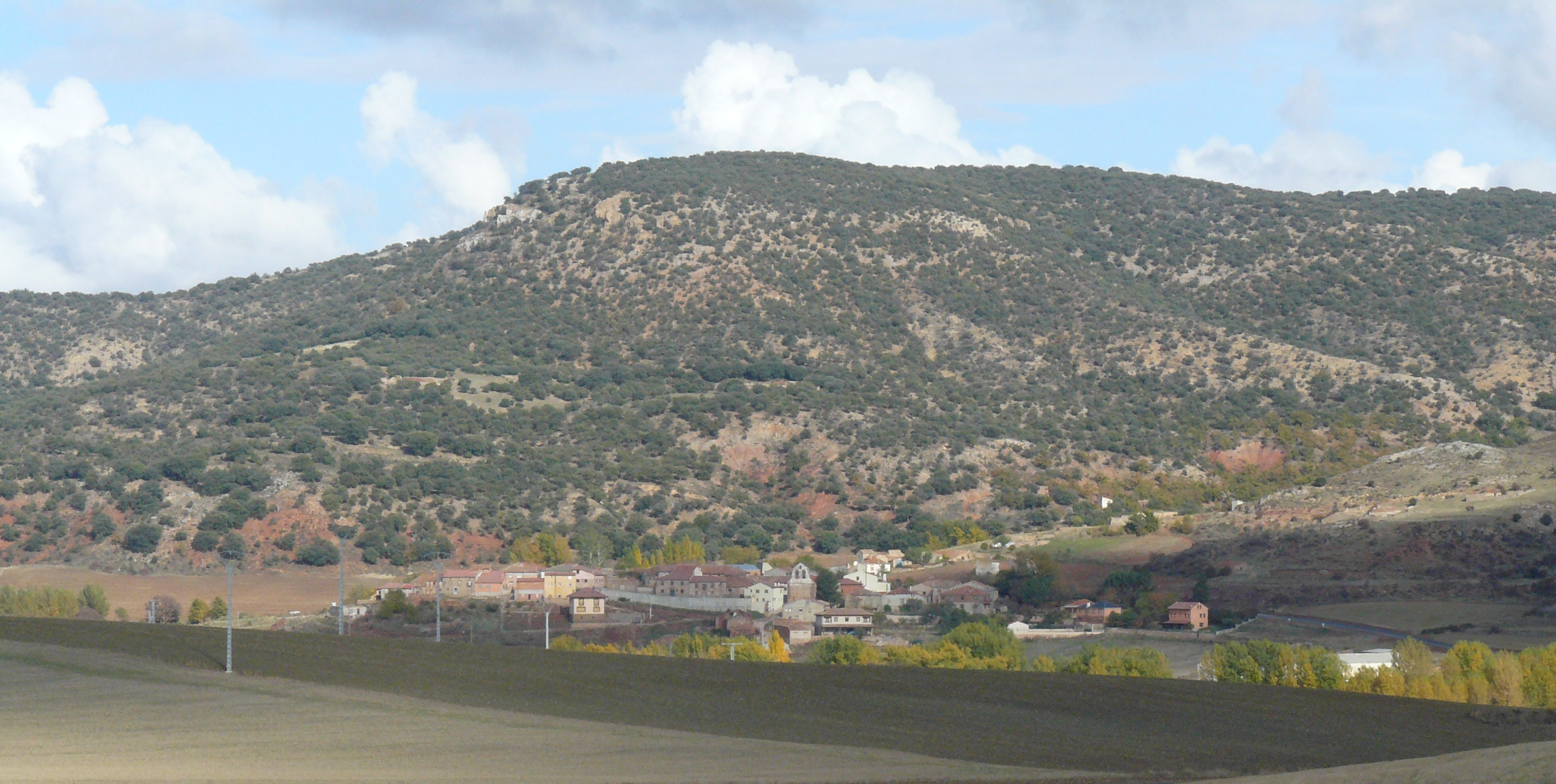
منظر لطرنكوشة من جهة الغرب.

طرنكوشة (بالإسبانية: Tarancueña) هي بلدية إسبانية في مقاطعة سوريا الواقعة في منطقة قشتالة وليون ذات الحكم الذاتي.